# وانگ یاپینگ

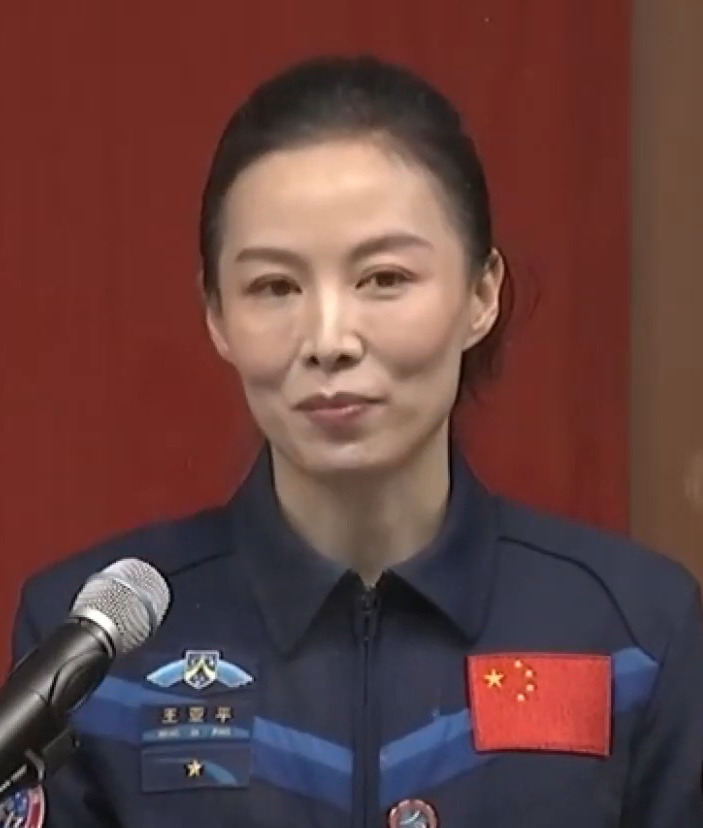
تصویری از وانگ یاپینگ در سال ۲۰۲۱

وانگ یاپینگ (به انگلیسی: Wang Yaping) فضانورد اهل کشور چین است که در ۲۷ ژانویه ۱۹۸۰ میلادی در شاندونگ زاده شد. وی در مأموریت شنژو ۱۰ حضور داشته است.